# Радулович, Марко
Марко Радулович (серб. Марко Радуловић 15 декабря 1866, Лепетане Австрийская империя — 2 ноября 1932) — черногорский политический и государственный деятель, Премьер-министр Княжества Черногория, министр иностранных дел, министр юстиции, министр образования, юрист.

## Биография
В 1892 году окончил юридический факультет Белградского университета. В 1893—1896 был помощником министра юстиции княжеской Черногории, ответственным за отношения общества с судебной властью и отправление правосудия в Даниловграде и области, в 1896—1903 возглавлял суд в г. Подгорица, в 1903—1905 — председатель регионального суда.
До назначения премьер-министра, был членом Верховного суда.
После отставки правительства Лазара Миюшковича, 24 ноября 1906 князь Никола I Петрович по соглашению со скупщиной назначил представителя Народной партии М. Радуловича Председателем министерского совета Княжества Черногория и поручил ему сформировать новое правительство. Программа нового правительства предусматривала чистку чиновничьего аппарата, демократизацию страны путём имплементации Никольданской конституции и укрепления связей с Сербией. Премьерские функции выполнял до 1 февраля 1907 года.
В 1910 году занимался адвокатской практикой в Цетинье. Был членом Верховного суда с 1913 года.
20.12.1915—29.4.1916 гг. — министр юстиции Королевства Черногория, в 1916 — недолго, министр образования. В 1916 году интернирован в Венгрию и Нижнюю Австрию, откуда вернулся в 1918 году.
В 1919—1924 году работал адвокатом. Позже, председатель Подгорицкого суда.
Политик, член радикальной партии (с октября 1924 г.). В январе 1932 — феврале 1935 избрался сенатором.